# Сумар Анатолій
Анатолій Степанович Сумар (22 листопада 1933, Москва — 22 січня 2006, Київ) — український  авангардний художник та дизайнер, який за радянських часів перебував в андеграунді.

## Життєпис
Народився  22 листопада у Москві. Батько — Степан Петрович Сумар (військовослужбовець), мати — Белла Ісааківна (викладач російської мови та літератури), обоє з Білорусі.  У 1944—1945 роках родина змінювала місце проживання. У 1946—1948 переїхала до Західної України, де Анатолій почав навчатися у середній школі. У 1948 році  сім'я переїхалf до Києва. 1951—1957 Анатолій навчався у Київському інженерно-будівельному інституті, але полишив перед закінченням. У 1957 році одружився. У 1957—1959 працював техніком-архітектором у «Київпроекті».
1961: народження сина Павла, названий на честь улюбленого художника Сумара, Пабло Пікассо. 1962-65: Сумар працює у «Теплоелектропроекті» як старший архітектор.
У 9 квітня 1963 року у промові першого секретаря ЦК Компартії України Миколи Підгорного, виголошеної на нараді активу інтелігенції та ідеологічних працівників республіки, творчість Сумара піддається нищівній критиці. Два дні пізніше газета «Радянська культура» опублікувала скорочену стенограму доповіді, у якій відчувалася методика боротьби з формалізмом в українському мистецтві початку 1960-х. З того часу почилося «паломництво» художників, літераторів та інших митців, які прагнули ознайомитися з творчістю до того маловідомого автора, серед інших майстерню художника відвідала Тетяна Яблонська.
Народжується донька Ганна в 1964 році. Родина переїхала до нового місця проживання, розташованого на вул. Кирилівська, навпроти Куренівського парку. Художник почав експериментувати з абстрактним мистецтвом, заснувавши серію робіт під назвою «Колір і музика». З 1965 по 1977 рік він працював у київському художньо-конструкторському бюро.
Розробляв у київській філії Всесоюзного науково-дослідного інститута технічної естетики (ВНДІТЕ) фірмовий стиль для всесоюзного об'єднання «Сільхозтехніка» у 1968—1971 роках разом з колегами: Леонід Рабинович, Борис Харик.
1977—1982 Працює у Центральному конструкторсько-технологічному бюро іграшки.
1982—1990 Не має постійного місця роботи, працює лише на замовлення, оформлює книжки, здебільшого для видавництв «Веселка» та «Радянський письменник».
1990— Отримує запрошення від організаторів виставки «Українське малARTство 1960—1980 рр. Три покоління українського живопису», яка експонується у Києві та Оденсе (Данія). Робота Сумара «Вікно з кактусами» фактично стає візитівкою виставки, прикрасивши обкладинку каталогу та плакат, тим самим спричинивши «відкриття» творчості художника. Бере участь в інших виставкових проектах.
1990-ті повертається до живопису, створюючи переважно повтори тих праць, що зазнали ушкоджень чи були втрачені впродовж попередніх десятиліть. Облаштовує майстерню на вул. Копилянській. З-посеред виставок, на яких експонуються твори художника, — «Шістдесят з 60-х», «Традиції Малевича» (обидві 1993 року) та «Нефігуративний живопис (1950–90)» (1998). 2002 Перша персональна виставка у київській галереї «Аліпій».
2003— персональна виставка у Центрі сучасного мистецтва «Совіарт» у рамках програми «Музей сучасного мистецтва».
Початок 2000-x Пише низку портретів, які так і залишилися незавершеними через хворобу художника.
22 січня 2006 А. Сумар помер у Києві.